# Grand Prix De Nardi
Le Grand Prix De Nardi (en italien : Gran Premio De Nardi) est une course cycliste italienne disputée au mois de février à Castello Roganzuolo, en Vénétie. Cette compétition fait partie du calendrier de la Fédération cycliste italienne en catégorie 1.19. 
L'épreuve se tient sur un court tracé légèrement vallonné d'un peu plus de 100 kilomètres, avec une boucle de 2,3km traversée à 44 reprises. L'édition 2020 est annulée en raison de la pandémie de Covid-19.

## Palmarès
| Année     | Vainqueur          | Deuxième            | Troisième             |
| --------- | ------------------ | ------------------- | --------------------- |
| 2000      | Denis Bertolini    |                     |                       |
| 2001-2007 | ?                  | ?                   | ?                     |
| 2008      | Gianpolo Biolo     | Alex Buttazzoni     | Valentino Borghesi    |
| 2009      | Filippo Baggio     | Maciej Paterski     | Alessandro Bernardini |
| 2010      | Daniele Aldegheri  | Marco Coledan       | Gideoni Monteiro      |
| 2011      | Sonny Colbrelli    | Loris Paoli         | Daniele Aldegheri     |
| 2012      | Alberto Cecchin    | Andrea Peron        | Marco Gaggia          |
| 2013      | Fabio Chinello     | Nicolas Marini      | Matteo Collodel       |
| 2014      | Federico Zurlo     | Daniele Cavasin     | Marco Gaggia          |
| 2015      | Marco Gaggia       | Gianluca Milani     | Federico Sartor       |
| 2016      | Edoardo Affini     | Marco Maronese      | Mirco Sartori         |
| 2017      | Leonardo Bonifazio | Daniele Cazzola     | Michael Bresciani     |
| 2018      | Moreno Marchetti   | Alberto Dainese     | Giovanni Lonardi      |
| 2019      | Stefano Cerisara   | Giulio Masotto      | Martin Marcellusi     |
| 2020-2021 | annulé             | annulé              | annulé                |
| 2022      | Nicolás Gómez      | Alberto Bruttomesso | Andrea Biancalani     |
| 2023      | Daniel Skerl       | Alberto Bruttomesso | Giovanni Zordan       |
| 2024      | Simone Buda        | Marco Di Bernardo   | Cristian Rocchetta    |
| 2025      | Lorenzo Unfer      | Manuel Loss         | Antonio Bonaldo       |